# Bistum Wheeling-Charleston
Das Bistum Wheeling-Charleston (lateinisch Dioecesis Vhelingensis-Carolopolitanus) ist eine in den Vereinigten Staaten gelegene römisch-katholische Diözese mit Sitz in Wheeling, West Virginia.

## Geschichte
Das Bistum Wheeling-Charleston wurde am 19. Juli 1850 durch Papst Pius IX. aus Gebietsabtretungen des Bistums Richmond als Bistum Wheeling errichtet und dem Erzbistum Baltimore als Suffraganbistum unterstellt. Am 21. August 1974 wurde das Bistum Wheeling in Bistum Wheeling-Charleston umbenannt.

## Territorium
Das Bistum Wheeling-Charleston umfasst den Bundesstaat West Virginia.

## Bischöfe
- Richard Vincent Whelan, 1850–1874
- John Joseph Kain, 1875–1893, dann Koadjutorerzbischof von Saint Louis
- Patrick James Donahue, 1894–1922
- John Joseph Swint, 1922–1962
- Joseph Howard Hodges, 1962–1985, ab 1974 Bischof von Wheeling-Charleston
- Francis Schulte, 1985–1988, dann Erzbischof von New Orleans
- Bernard William Schmitt, 1989–2004
- Michael Joseph Bransfield, 2004–2018
- Mark Edward Brennan, seit 2019